# 범주적 지각
범주적 지각(範疇的知覺, 영어: Categorical perception)은 연속체를 따라 변수에 점진적인 변화가 있을 경우의 구별범주에 대한 지각 현상이다. 당초 이는 청각자극에 관련하여 관찰되었지만, 현재는 다른 지각양상에도 적용될 수 있다고 여겨진다.

## 말소리 지각의 운동이론
우리가 범주를 명명하는 데 사용하는 언어의 구성요소인 말소리(speech-sounds; /ba/, /da/, /ga/ 따위)는 천부적인가 후천적인가. 우선 알아야 할 것은, 그들이 단정적으로 범주화된 것인지, 아니면 단지 연속체 상의 임의점에 지나지 않는지이다. 이를테면, 누군가 ba와 pa의 음성 스펙트로그램을 분석할 때, 둘 다 「음성개시시간」(VOT)이라고 불리는 음향연속체 위에 나타날 것이다. 시각적 화상을 서로 연속적으로 「모핑」(morphing)하는 데 쓰이는 것과 유사한 기법으로, 음성 매개변수를 점차 증가시킴으로써 /ba/를 서서히 /pa/로 모핑할 수 있다.
앨빈 리베르만과 동료(그의 논문에 VOT의 관한 내용은 없다)는 사람들이 유성음 연속체에 따라 변화하는 소리를 들을 때, 그들은 /ba/와 /pa/만 들을 뿐, 그 사이에는 아무것도 듣지 못한다고 보고했다. 그는, 이 인지된 자질이 점진적으로 변화하지 않고, 연속체를 따라 특정지점에서 급격히 다른 범주로 이동하는 효과를 「범주적 지각」(CP)이라고 칭했다. 그는 CP가 말소리에 독특하며, CP가 말소리를 특별하게 하고, 「말소리 지각의 운동이론」이라고 불리게 된 것에 대하여 CP의 설명은 말소리 생성구조에 있음을 시사했다.
지금은 폐기된 말소리 지각의 운동이론에 따르면, 사람들이 /ba/와 /pa/ 사이의 갑작스러운 변화를 지각하는 이유는, 말소리를 어떻게 듣느냐는 발화 시의 조음방식에 영향을 받기 때문이다. 이 연속체를 따라 변화되는 것은 음성개시시간이다: /ba/의 "b"는 유성음이며, /pa/의 "p"는 그러하지 않다. 그러나 합성되는 「모핑」 장치와 달리, 인간의 타고난 발성기관은 ba와 pa 사이의 어떠한 것도 생성해낼 능력이 없다. 따라서 누군가가 유성음 연속체 위의 소리를 들을 때, 그들의 뇌는 그것을 생성하기 위하여 무엇을 했어야 했는지를 일치시키려고 노력함으로써 그것을 지각한다. 생성해낼 수 있는 것은 /ba/와 /pa/밖에 없으므로, 그들은 연속체를 따라 위치하는 합성자극(synthetic stimuli) 가운데 어떠한 것이든 간에 그것이 더 가까운 /ba/ 또는 /pa/로 지각할 것이다. 유사한 CP 효과가 /ba/와 /da/의 대립에서 보여진다. 이들 역시 음향연속체 위에 위치하지만 유성음이며, /ba/는 양순음인 데 반해 /da/는 치경음이다. 해부학적으로 그 중간은 허용되지 않는다.
말소리 지각의 운동이론은 말소리가 어찌하여 특별하고 어째서 말소리가 범주적으로 지각되는지를 설명한다. 감각지각은 운동지각에 의해 매개된다. 산출이 범주적이면 지각 또한 범주적이며, 산출이 연속적이면 지각 역시 연속적이다. 실제로 a/u와 같은 모음범주는 ba/pa 또는 ba/da보다 훨씬 덜 범주적인 것으로 여겨진다.

### 습득된 변별
운동산출이 감각지각을 매개한다면, 이 CP 효과는 말소리 생성 학습의 결과라고 가정한다. 그러나, 피터 에이마스와 동료(1971)는 영유아가 발화 전에 이미 CP를 지니고 있다는 사실을 밝혔다. 이는 사람이 말소리를 배우도록 진화한 천부적인 효과임을 시사할 수 있다. 그러나 패트리샤 쿨(1987)은 친칠라는 말을 배우지 못하는데도 「말소리 CP」를 지님을 밝혔고, 다만 말을 하도록 진화하지 않았을 것으로 추정하였다. Lane, H. L (1965)은 지각적 불연속성을 매개하기 위한 운동생성 불연속성이 존재하지 않는 순수하게 감각적인(시각적인) 연속체로써 학습만으로 CP효과를 유도할 수 있음을 시사했다. 그는, 말소리 CP는 결국 특별하지 않다는 결론을 내렸지만, 다른 반응을 만드는 것을 학습하는 자극은 보다 특징적이게 되며, 같은 반응을 학습하는 자극은 보다 유사하게 된다는 로렌스의 고전적 입증의 특별한 사례에 불과하다고 결론지었다.
모든 /pa/가 구별될 수 없는 것은 아니며 또한 모든 /ba/가 구별될 수 없는 것은 아니기 때문에, CP는 당초 리베르만이 생각했던 실무율(悉無律) 효과와 그다지 부합하지 않는다는 점이 명백해졌다. 이를테면, 붉은색의 농담(濃淡)의 차이를 인식할 수 있듯이, 마찬가지로 차이를 들을 수도 있다. 근본적인 물리적 차이(유성음, 파장)의 크기가 같을지라도, 범주 간 차이(pa1/pa2 또는 red1/red2)보다 범주 내 차이(pa2/ba1 또는 red2/yellow1)가 훨씬 작게 지각되는 것이다.

## 식별과제와 변별과제
범주적 지각에 대한 연구는, 참가자들의 소리에 대한 인식을 분류하기 위하여 차별과제와 식별과제에 관한 실험을 사용하는 경우가 많다. 음성개시시간(VOT)는 binary 대신 연속체를 따라 측정된다. 영어의 양순파열음 /b/와 /p/는 같은 조음위치와 조음방식의 유성음과 무성음으로 대립하지만, 원어 화자는 주로 VOT 연속체의 어디에 위치하는지에 따라 구별한다. 이 실험의 참가자들은, 연속체에서 명확한 음소경계를 설정한다. 서로 다른 VOT의 두 음가는, 경계의 같은 쪽에 위치하면 동음소로 인식될 것이다. 참가자는, VOT의 차이가 동일한 범주에 있는 둘 사이의 차이가 더 크더라도, 두 소리가 음소경계에서 반대되는 쪽에 위치할 때보다 같은 VOT 범주 위에 위치할 때 식별하는 데 더 오랜 시간을 들인다.

### 식별
범주적 지각 식별과제에서, 참가자들은 말소리와 같은 자극을 식별해야 한다. /p/와 /b/ 사이의 VOT 경계에 대한 지각을 시험하는 실험자는, VOT 연속체의 여러 부분에 놓인 몇 가지 음성을 재생한 뒤, 그들이 각각의 음성을 /p/ 또는 /b/로 들었는지 실험지원자에게 묻는다. 이러한 실험에서는, 경계의 한 쪽 끝 위에 놓인 음성은 거의 균일하게 /p/로, 반대쪽은 /b/로 들렸다. 경계에 가까운 자극은 식별하는 데에 더 오랜 시간이 걸렸고, 실험지원자마다 다르게 보고되었다. 이 때, /b/와 /p/ 사이 어딘가의 소리로보다는, 그 어느쪽 중 하나로 지각되었다.

### 변별
단순한 AB 변별과제는 두 가지 선택지를 참가자에게 제시하고, 참가자는 그들이 동일한지 결정해야 한다. 실험에서 변별과제에 대한 예측은 종종 선행한 식별과제에 기초한다.
파열음에 대한 범주적 인식을 검증하는 이상적인 변별실험은, 자원자들은 경계의 같은편에의 자극을 우연한 수준으로 변별하는 한편, 경계의 반대편에 있는 자극을 더 정확하게 변별함을 보인다.
ABX 변별과제에서는, 지원자들은 세 가지 자극에 노출된다. A와 B는 뚜렷한 자극이어야 하며, 지원자들은 두 가지 가운데 세 번째 자극 X와 일치하는지 결정한다. 이러한 변별과제는 단순한 AB 과제보다 흔하다.

## 워프 가설
사피어-워프 가설에 따르면, (로렌스의 습득된 유사성/변별성 효과는 단순히 특례가 된다), 언어는 사람이 세상을 인식하는 방식에 영향을 미친다. 이를테면, 사람들은 단지 색깔의 명칭이 범주적으로 명명되었기 때문에 범주적으로 인지한다. 사람마다에 의한 스펙트럼의 세분화는 자의적(恣意的)이며, 학습되는 것이고, 문화권과 언어에 따라 다양하다. 그러나 브렌트 베를린과 폴 케이 공저의 『Basic Color Terms』(1969)에 따르면, 대부분의 문화와 언어는 빛 스펙트럼을 유사하게 세분화하여 명명할뿐만 아니라, 그러하지 않은 경우에도 압축과 분리의 영역은 같다. 차이의 예를 들지 않더라도, 청색과 녹색은 닮았으며, 그 사이에는 모호한 경계가 있다. 이 견해는, 다음의 질문의 차이를 논하는 Regier & Kay(2009)의 검토논평에서 시험받아왔다:
1. 색상 용어가 색상 인식에 영향을 주는가?
2. 색상 범주는 대체로 자의적인 언어관습에 의해 결정되는가?

그들은, 대부분의 사람에게 있어서 좌뇌에 격납되어 있는 언어학적 범주가 범주적 지각에 영향을 미치지만, 주로 오른눈의 시야에 이 효과가 공존하는 언어적 간섭과제(verbal interference task)를 통해 제거된다는 점을 강조한다.
보편주의는 사피르-워프 가설과는 대조적으로 지각범주는 천부적이며, 구어(口語)의 영향을 받지 않는다고 단언한다.

### 뒷받침
사피어-워프 가설을 뒷받침하는 것은, 어느 언어의 화자가 다른 언어의 화자와는 다른 방식으로 범주적 지각을 나타내는 경우를 말한다. 그러한 증거의 예는 다음과 같다.
Regier & Kay(2009)는 언어 범주가 주로 오른눈의 시야에서 범주적 지각에 영향을 끼친다는 증거를 보고했다.
오른눈의 시야는 좌뇌에 의해 제어되며, 좌뇌는 또한 언어능력도 제어한다. Davidoff (2001)는 색(色) 식별과제에서 원어민 영어 화자는, 경계의 같은 쪽에 있는 색생자극보다 한정된 청-록 경계에 있는 색상자극을 더 잘 식별했으나, 베린모어(Berinmo) 「nol」과 「wor」로 대체된 같은 과제에서는 CP가 보이지 않았다. 베린모어 화자는 이와 반대로 과제를 수행했다.
현재 연구에서 지지를 얻는 이론은 weak-Whorfianism인데, 이것은 지각에는 강한 보편적 요소가 있지만, 문화적 차이가 여전히 영향을 미친다는 이론이다. 이를테면, 1998년의 연구에서 세츠와나어 화자와 영어 화자 사이에 색에 대한 보편적인 인식의 증거가 있는 반면, 두 언어 사이에는 뚜렷한 차이점도 있다는 것을 발견했다.

## 진화적 및 학습적 범주적 지각

### 진화적 범주적 지각
우선 모음으로 돌아가면, 범주적 지각의 특징은 범주 내의 압축 및 혹은 범주 간의 분리이다. 범주적 지각 효과의 크기는 단지 척도인자(scaling factor)에 지나지 않는다. 이는 범주적 지각의 변별적 자질인 압축/분리의 「아코디언 효과」이다. 이 점에 있어서, the "weaker" CP effect for vowels, whose motor production is continuous rather than categorical, but whose perception is by this criterion categorical, is every bit as much of a CP effect as the ba/pa and ba/da effects. But, as with colors, it looks as if the effect is an innate one: Our sensory category detectors for both color and speech sounds are born already "biased" by evolution: Our perceived color and speech-sound spectrum is already "warped" with these compression/separations.

## 계산 모델 & 신경 모델
Tijsseling & Harnad (1997)와 Damper & Harnad (2000)에서, 계산 모델링(Computational modeling)은 (역전파와 경쟁식 네트워크와 같은) 여러 유형의 범주학습 메커니즘이 범주적 지각과 유사한 효과를 표시함을 보여줬다. 역전파 네트워크에서, 입력을 가리키는 은닉유닛 활성화 패턴은, 학습과 함께 범주 내의 압축과 범주 간의 분리를 형성하고, 다른 종류의 네트워크 역시 비슷한 효과를 보인다. 서로 분리된 입력들이, 모두 동일한 출력을 생성해야 하는 경우에는 유사한 내부표상(internal representation)으로 「압축」되고, 다른 출력을 생성해야 하는 경우에는 원래보다 더 큰 분리가 형성되므로, 범주적 지각은 목적을 달성하기 위한 수단으로 보인다. 이러한 네트워크의 편중이 입력을 올바른 출력범주로 분류한다. 네트워크는, 동일범주에 속하는 복수 항목에서 공유되지만 다른 범주에 속하는 항목과는 구별되는 불변자질(invariant features)을 선별적으로 탐지하는 것으로 이를 성취한다. 네트워크는 분류와 무관한 다른 모든 변동(variation)을 무시하도록 학습한다.

## 뇌 기저
신경 데이터는 CP와 학습 사이의 상관관계를 제공한다. 뇌에서 기록된 사건관련전위 사이의 차이는, 피험자에 의해 보여진 자극의 인지된 범주에서의 차이와 상관관계가 있는 것으로 밝혀졌다. 신경영상 연구에서는, 이러한 효과는 해당 범주를 성공적으로 학습한 피험자의 뇌내 특정 영역에 국한되고 심지어 편측화되며, 그렇지 않은 피험자에게서는 발견되지 않음을 밝혀냈다.
범주적 지각은 왼쪽 전전두엽 피질에서 식별되며, 이는 음성단위에 대한 해당 지각을 보인다. 반면, 이는 왼쪽 상측두회 영역 등, 처리의 초기단계의 posterior areas에 의한 것이 아니다.

## 같이 보기
- 기호접지문제(영어판)

## 참고 문헌
- This article is based on material from the article Categorical Perception in the Encyclopedia of Cognitive Science, used here with permission of the author, S. Harnad.
- Burns, E. M.; Campbell, S. L. (1994). “Frequency and frequency-ratio resolution by possessors of absolute and relative pitch: Examples of categorical perception?”. 《Journal of the Acoustical Society of America》 96 (5 Pt 1): 2704–2719. doi:10.1121/1.411447. PMID 7983276.
- Belpaeme, Tony (2002). “Factors influencing the origins of colour categories”. Artificial Intelligence Lab, Vrije Universiteit Brussel. 2006년 7월 21일에 원본 문서에서 보존된 문서.
- Bimler, D; Kirkland, J. (2001). “Categorical perception of facial expressions of emotion: Evidence from multidimensional scaling.”. 《Cognition & Emotion》 15 (5): 633–658. doi:10.1080/02699930143000077.
- Calder, A.J., Young, A.W., Perrett, D.I., Etcoff, N.L. & Rowland, D. (1996). “Categorical perception of morphed facial expressions”. 《Visual Cognition》 3 (2): 81–117. doi:10.1080/713756735.
- Campanella, S., Quinet, O., Bruyer, R., Crommelinck, M. & Guerit, J.M. (2002). “Categorical perception of happiness and fear facial expressions : an ERP study”. 《Journal of Cognitive Neuroscience》 14 (2): 210–227. doi:10.1162/089892902317236858. PMID 11970787.
- Goldstone, R. L; Lippa, Y. & Shiffrin, R. M. (2001). “Altering object representations through category learning”. 《Cognition》 78 (1): 27–43. doi:10.1016/S0010-0277(00)00099-8. PMID 11062321.
- Goldstone, R. L. (1999). "Similarity".  In Robert Andrew Wilson; Frank C. Keil (eds.). The MIT Encyclopedia of the Cognitive Sciences. Cambridge, MA: MIT Press. pp. 763–765. ISBN 978-0-262-73144-7.
- Guest, S.; Van Laar, D. (2000). “The structure of colour naming space”. 《Vision Research》 40 (7): 723–734. doi:10.1016/S0042-6989(99)00221-7. PMID 10683451.
- Harnad, S. (1990). “The Symbol Grounding Problem”. 《Physica D》 42 (1–3): 335–346. arXiv:cs/9906002. doi:10.1016/0167-2789(90)90087-6. 2002년 6월 11일에 원본 문서에서 보존된 문서.
- Kotsoni, E; de Haan, M; Johnson, MH. (2001). “Categorical perception of facial expressions by 7-month-old infants”. 《Perception》 30 (9): 1115–1125. doi:10.1068/p3155. PMID 11694087.
- Lawrence, D. H. (1950). “Acquired distinctiveness of cues: II. Selective association in a constant stimulus situation”. 《Journal of Experimental Psychology》 40 (2): 175–188. doi:10.1037/h0063217. PMID 15415514.
- Rossion, B., Schiltz, C., Robaye, L., Pirenne, D. & Crommelinck, M. (2001). “How does the brain discriminate familiar and unfamiliar faces ? A PET study of face categorical perception”. 《Journal of Cognitive Neuroscience》 13 (7): 1019–1034. doi:10.1162/089892901753165917. PMID 11595103.
- Schyns, P. G.; Goldstone, R. L & Thibaut, J. (1998). “Development of features in object concepts”. 《Behavioral and Brain Sciences》 21 (1): 1–54. doi:10.1017/S0140525X98000107.
- Steels, L. (2001). “Language games for autonomous robots”. 《IEEE Intelligent Systems》 16 (5): 16–22. doi:10.1109/5254.956077.
- Steels, L.; Kaplan, F. (1999). "Bootstrapping Grounded Word Semantics".  In Briscoe, T. (ed.). Linguistic evolution through language acquisition: formal and computational models. Cambridge UK: Cambridge University Press.
- Whorf, B. L. (1964). 《Language, thought and reality》. Cambridge, MA: MIT Press. ISBN 978-0-262-23003-2.